# جيرار ميكيل
جيرار ميكيل (بالفرنسية: Gérard Miquel)‏ هو سياسي فرنسي، ولد في 17 يونيو 1946 في فرنسا. حزبياً، نشط في الحزب الاشتراكي والجمهورية إلى الأمام!. وقد انتخب عضو مجلس الشيوخ الفرنسي وانتخب عضو مجلس جهوي وانتخب رئيس بلدية ‏ Nuzéjouls ‏ (19 مارس 2001 – 1 أبريل 2004).